# Vejrup Sogn
Vejrup Sogn ist eine Kirchspielsgemeinde (dän.: Sogn)  im südlichen Dänemark. Bis 1970 gehörte sie zur Harde Gørding Herred im damaligen Ribe Amt, danach zur Bramming Kommune im erweiterten Ribe Amt, die im Zuge der  Kommunalreform zum 1. Januar 2007 in der „neuen“  Esbjerg Kommune in der Region Syddanmark aufgegangen ist.

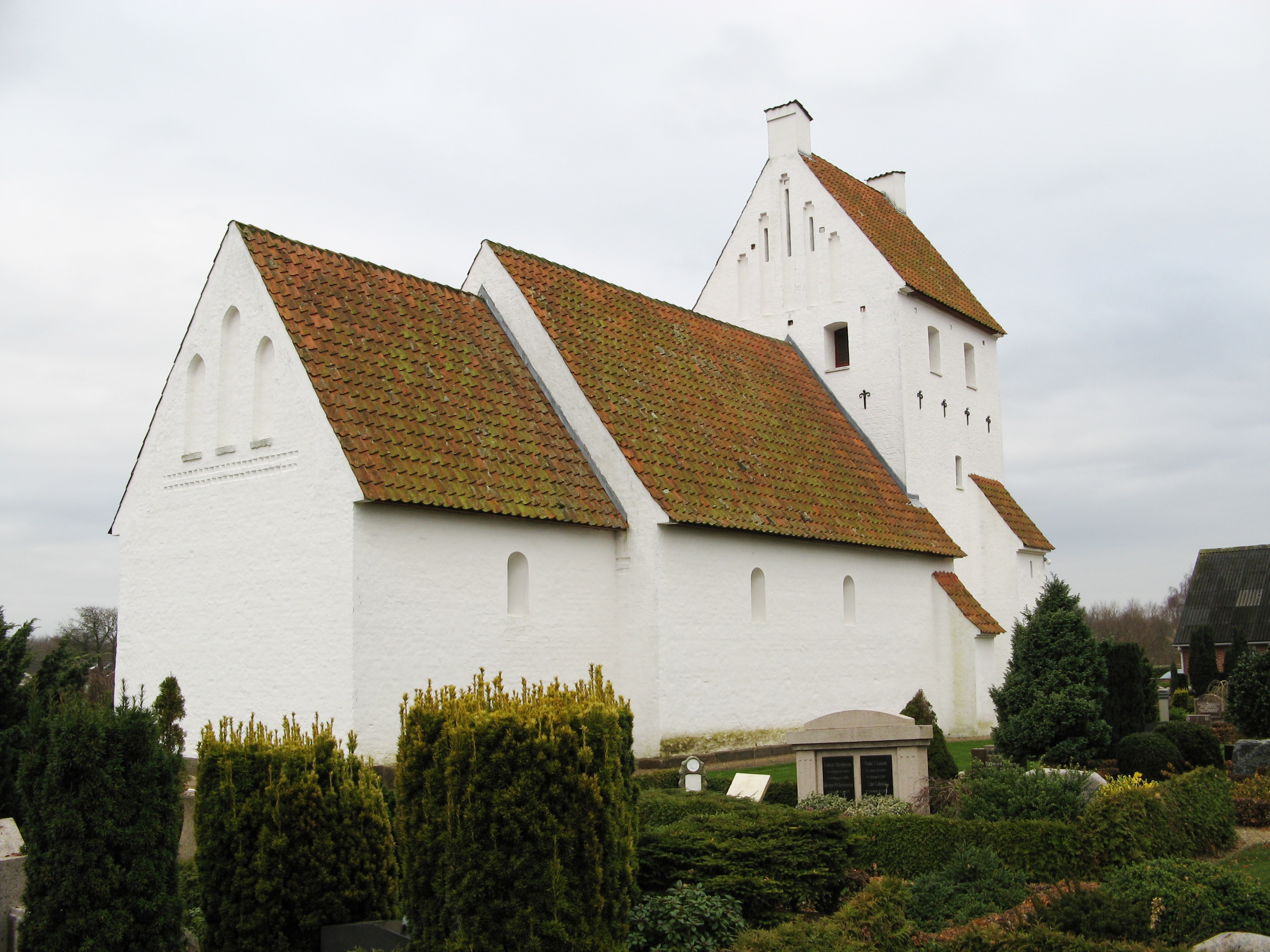
Vejrup Kirke

Im Kirchspiel leben 1161 Einwohner, davon 796 im Kirchdorf (Stand:1. Januar 2023). Im Kirchspiel liegt die Kirche „Vejrup Kirke“.
Nachbargemeinden sind im Nordosten Åstrup Sogn, im Osten Holsted Sogn, im Süden Gørding Sogn und Bramming Sogn sowie im Westen Vester Nykirke Sogn und Grimstrup Sogn.